# FN FNC
FN FNC (фр. Fabrique Nationale Carabine) белгијска је аутоматска пушка коју је током 1970-их развила позната компанија ФН Херстал, након чега је уведена у војну службу. Пушку FNC су током 1980-их прихватиле Шведска и Индонезија, а током своје вишедеценијске службе, ова пушка се показала као изузетно квалитетно,поуздано и издржљиво оружје у свим климатским и теренским условима. Пушка FNC је у војсци заменила легендарну ФН ФАЛ.

## Развој
Пушка је развијана у периоду између 1975-77 за потребе стандардизације по НАТО програму ,,Standardization Agreement". Конструкција пушке је заснована на прототипу ,,FNC 76" који је сам по себи настао из ранијег пројекта ,,FN CAL" који је прошао неуспешно. Овај прототип је убрзо искључен са НАТО тестова јер није испунио очекиване захтеве. Каснији тестови у Шведској, одржани у периоду 1981-82, са побољшаним прототипом пушке су протекли изузетно добро, а чланови војних комисија су били задивљени резултатима тестирања. 
Војни врхови обеју краљевина доносе одлуку да пушка FNC постане стандардно службено оружје у њиховим војскама.
Белгија је ову пушку коначно увела у наоружање 1989. када је и замењена старија ФН ФАЛ, а неколико година пре тога су карабини FNC коришћени у падобранским и специјалним јединицама.
Шведска је своју верзију ове пушке увела 1986. под именом Ak 5, а по лиценци је производи фабрика ,,Bofors Carl Gustaf" чиме је заменила немачку Хеклер и Кох Г3.
Индонезија је 1982. купила 10.000 пушака за потребе свог ратног ваздухопловства, а након тога набавила и лиценцу за домаћу производњу како би наоружала целу војску. У Индонезији је производи домаћa фирма и то у две верзије- ,,Pindad SS1" и ,,Pindad SS2".

## Корисници
- Белгија
- Бангладеш
- Брунеј
- Венецуела
- Ел Салвадор
- ДР Конго
- Индонезија
- Источни Тимор
- Камбоџа
- Нигерија
- УАЕ
- Тонга
- Шведска
- Шри Ланка

## Галерија
- Амерички војник са FNC
- FN FNC
- Падобранац Ел Салвадора са FNC
- Белгијски војник са FNC
- Африканци са FNC
- Индонезијска верзија Pindad SS1